# Nicolaus Poda von Neuhaus
Nicolaus Poda von Neuhaus, auch Nikolaus Poda von Neuhaus (* 4. Oktober 1723 in Wien; † 29. April 1798 in Wien) war ein österreichischer Entomologe und Jesuit.

## Leben
Er begann seine Studien zunächst am Akademischen Gymnasium, ab 1739 an der Wiener Universität. 1740 tritt er in die Gesellschaft Jesu ein. Weitere Studien folgten in Leoben (1742), Klagenfurt (von 1743 bis 1746), Judenburg (1747), und Mathematikstudium wiederum im Wien von 1748 bis 1749 sowie Theologie von 1750 bis 1753.
Nach Abschluss seiner Studien in Judenburg im Jahre 1754 lehrte er in Klagenfurt (1755), Linz (1757) und anschließend an der Universität der Jesuiten in Graz (1758 bis 1765). Dort war er zusätzlich Kustos des Observatoriums und legte die Grundlage für eine Sammlung der Naturgeschichte. 1766 bis 1771 wirkte er als Professor der Mathematik und Physik an der Bergakademie Schemnitz (Ungarn, heute Slowakei).
1761 veröffentlichte Poda in Graz Insecta Musei Graecensis, das erste rein entomologische Werk, das vollständig der Nomenklatur von Carl von Linné (1707–1778) folgte.
Nach der Aufhebung des Jesuitenordens ließ er sich 1773 in Wien nieder. Ab diesem Zeitpunkt veröffentlichte er nichts mehr unter seinem Namen, es scheint aber, als sei er Autor, oder mit Ignaz von Born (1742–1791) Koautor der Monachologia… (1783), unter dem Pseudonym Physiophilus. Dabei handelt es sich um eine Satire, die im Gewand eines naturgeschichtlichen Werks daherkommt.
Poda war Beichtvater Kaiser Leopolds II.
Neben einer Mineralienkollektion erstellte er eine wichtige Insektensammlung, die verschollen ist.

## Werke
- Nicolaus Poda: Insecta Musei Graecensis, Graz 1761